# Manfred Zemaitat
Manfred Zemaitat (* 6. Mai 1950) ist ein ehemaliger deutscher Fußballfunktionär.
Rechtsanwalt Zemaitat war als Nachfolger des Bauunternehmers Heinz Roloff vom 26. September 1994 bis zum 24. September 1998, als er von Walter Müller abgelöst wurde, Präsident des Berliner Fußball-Bundesligavereins Hertha BSC.